# Tet metilcitosina dioxigenasa 3
Tet metilcitosina dioxigenasa 3 es una proteína que está codificada en los humanos por el gen TET3.

## Función
Tanto Tet3  como su respectiva proteína TET3 son miembros de la familia de genes y proteínas TET (translocación diez-once), que desempeñan un papel en la desmetilación del ADN. La desmetilación del ADN consiste en la eliminación de grupos metilo supresores de la citosina del ADN. La eliminación de estos marcadores mediante la desmetilación está asociada con un aumento en la transcripción. Dado que la metilación del ADN es un marcador relativamente fuerte y estable, no se elimina con frecuencia. Sin embargo, hay momentos importantes en la vida de un organismo en los que es conveniente eliminar estas marcas para poder acceder a ciertos genes y transcribirlos.
Uno de estos momentos ocurre justo después de que un óvulo y un espermatozoide se unen para formar un cigoto. Las marcas de metilación de las células parentales deben eliminarse para que ciertos genes puedan ser accedidos y transcritos, permitiendo que el cigoto madure hasta convertirse en un organismo completamente desarrollado. Tet3 desempeña un papel importante aquí. La proteína TET3 trabaja para desmetilar el genoma del cigoto fecundado, permitiendo su desarrollo completo. Esto lo logra iniciando una serie de reacciones de oxidación que convierten la citosina metilada en el ADN de 5-metilcitosina (5mC) a 5-hidroximetilcitosina (5hmC). Esta base de citosina pasa por una serie adicional de reacciones, tras las cuales puede ser eliminada, ya sea pasivamente mediante dilución dependiente de la replicación o activamente por la enzima timidina glicosilasa de ADN y reemplazada por una base de citosina no metilada. Una vez que esto ocurre, el ADN se vuelve más accesible para la transcripción.
Hay ciertos tejidos que dependen en gran medida de Tet3 para su desarrollo. Por ejemplo, TET3 se encuentra en grandes cantidades en las neuronas y es importante para su desarrollo y maduración. Aunque no hay muchos estudios sobre el papel de Tet3 en humanos, se han realizado investigaciones en organismos modelo como ratones, ranas y ratas. Un experimento realizado por varios investigadores en ratones mostró que Tet3 es más activo en las células progenitoras neuronales (NPC, por sus siglas en inglés). Estas células son las precursoras de las neuronas maduras y comienzan a desarrollarse poco después de la formación del cigoto. Una vez que una célula madre embrionaria comienza a diferenciarse en una NPC, Tet3 se regula al alza. Los investigadores especulan que esto ocurre para desmetilar genes asociados con la maduración neuronal, permitiendo su transcripción. Aunque Tet3 no es crucial para el compromiso de una célula madre embrionaria de convertirse en una NPC, sí es importante para mantener la célula como NPC y eventualmente transformarla en una neurona madura. La ausencia total o eliminación de Tet3 en células de ratón conduce a un aumento de la apoptosis de las neuronas, demostrando la importancia del gen en el desarrollo neuronal.
Además, Tet3 es importante para la reparación y mantenimiento de las neuronas maduras. Los marcadores epigenéticos, especialmente aquellos que hacen el ADN más accesible, son cruciales después de un daño celular porque pueden activar genes que funcionan en la reparación celular. Un estudio reciente realizado in vivo en ratas ha demostrado que la proteína TET3 es importante en la recuperación después de un accidente cerebrovascular. El estudio muestra que TET3, así como su producto, la 5-hidroximetilcitosina (5hmC), se expresan más después de una isquemia focal para desmetilar y activar genes asociados con la reparación del ADN en las neuronas. La eliminación de la proteína TET3 en estas ratas condujo a un mayor daño neuronal después de un accidente cerebrovascular y a una disminución en la expresión de varios genes que ayudan en la reparación neuronal. Estos resultados no solo demuestran la importancia de Tet3 en la reparación neuronal, sino que también sugieren que Tet3 y su proteína podrían ser un posible objetivo terapéutico para futuros estudios que podrían ayudar a los pacientes en la reparación neuronal después de un accidente cerebrovascular.
Se sabe menos sobre el papel exacto de Tet3 en las neuronas humanas. Los estudios actuales en humanos se centran en los efectos de Tet3 mutante en el fenotipo de un individuo. Aunque la eliminación completa de Tet3 parece ser fatal para el cigoto en desarrollo, la mutación de uno o más alelos de Tet3 puede resultar en descendencia viable. Estas mutaciones de Tet3 pueden afectar significativamente a la proteína TET3 y conducir a una clase de trastornos del neurodesarrollo en humanos conocida como síndrome de Beck-Fahrner. Los individuos con estas mutaciones experimentan fenotipos como retraso en el desarrollo y anomalías en el crecimiento, así como características encontradas en otros trastornos del neurodesarrollo, como el síndrome de Sotos y el trastorno del espectro autista.
Se sabe poco sobre las mutaciones exactas en Tet3 que causan el síndrome de Beck-Fahrner y sus patrones de herencia. Sin embargo, las mutaciones parecen seguir un patrón de herencia mendeliana. En un estudio reciente de individuos afectados y sus familias, algunos mostraron patrones de herencia autosómica dominante, mientras que otros presentaron patrones de herencia autosómica recesiva. Independientemente del patrón de herencia, se demostró que todas las mutaciones en este gen fueron causadas por una variante de cambio de sentido en la región del gen que codifica el dominio catalítico de TET3 o una variante de cambio de marco o sin sentido en la misma región. La región en la que ocurre esta mutación está altamente conservada entre especies, especialmente entre ratones y humanos, por lo que el trabajo realizado en organismos modelo puede ser útil para mejorar nuestra comprensión de la función de Tet3 en humanos.
En conclusión, el gen Tet3 es importante en una variedad de organismos, incluidos humanos, ratas y ratones. Funciona principalmente durante la formación de un cigoto, particularmente en las neuronas. Allí ayuda a las neuronas a madurar y desarrollarse, además de asistirlas en su reparación.

## Manifestación clínica
Las mutaciones en este gen pueden resultar en el síndrome de Beck-Fahrner, que se ha asociado con una serie de características fenotípicas anormales, incluyendo discapacidad intelectual, retraso en el desarrollo, hipotonía, rasgos autistas, trastornos del movimiento, anomalías en el crecimiento y dismorfismo facial.

## Lecturas complementarias
- Abdel-Wahab, O; Mullally, A; Hedvat, C; Garcia-Manero, G; et al. (julio de 2009). «Genetic characterization of TET1, TET2, and TET3 alterations in myeloid malignancies». Blood 114 (1): 144-7. PMC 2710942. PMID 19420352. doi:10.1182/blood-2009-03-210039.
- Abdel-Wahab, O; Mullally, A; Hedvat, C; Garcia-Manero, G; et al. (julio de 2009). «Genetic characterization of TET1, TET2, and TET3 alterations in myeloid malignancies». Blood 114 (1): 144-7. PMC 2710942. PMID 19420352. doi:10.1182/blood-2009-03-210039.
- Langemeijer, SM; Aslanyan, MG; Jansen, JH (diciembre de 2009). «TET proteins in malignant hematopoiesis». Cell Cycle 8 (24): 4044-8. PMID 19923888. doi:10.4161/cc.8.24.10239.
- Rose, JE; Behm, FM; Drgon, T; Johnson, C; Uhl, GR (2010). «Personalized smoking cessation: interactions between nicotine dose, dependence and quit-success genotype score». Molecular Medicine 16 (7–8): 247-53. PMC 2896464. PMID 20379614. doi:10.2119/molmed.2009.00159.
- Liu, N; Wang, M; Deng, W; Schmidt, CS; et al. (2013). «Intrinsic and extrinsic connections of Tet3 dioxygenase with CXXC zinc finger modules». PLOS ONE 8 (5): e62755. Bibcode:2013PLoSO...862755L. PMC 3653909. PMID 23690950. doi:10.1371/journal.pone.0062755.
- Ponnaluri, VK; Maciejewski, JP; Mukherji, M (junio de 2013). «A mechanistic overview of TET-mediated 5-methylcytosine oxidation». Biochemical and Biophysical Research Communications 436 (2): 115-20. PMID 23727577. doi:10.1016/j.bbrc.2013.05.077.
- Zhang, P; Huang, B; Xu, X; Sessa, WC (agosto de 2013). «Ten-eleven translocation (Tet) and thymine DNA glycosylase (TDG), components of the demethylation pathway, are direct targets of miRNA-29a». Biochemical and Biophysical Research Communications 437 (3): 368-73. PMC 3767426. PMID 23820384. doi:10.1016/j.bbrc.2013.06.082.
- Ito, R; Katsura, S; Shimada, H; Tsuchiya, H; et al. (enero de 2014). «TET3-OGT interaction increases the stability and the presence of OGT in chromatin». Genes to Cells 19 (1): 52-65. PMID 24304661. S2CID 21206974. doi:10.1111/gtc.12107.
- Zhang, Q; Liu, X; Gao, W; Li, P; et al. (febrero de 2014). «Differential regulation of the ten-eleven translocation (TET) family of dioxygenases by O-linked β-N-acetylglucosamine transferase (OGT)». The Journal of Biological Chemistry 289 (9): 5986-96. PMC 3937666. PMID 24394411. doi:10.1074/jbc.M113.524140.

Este artículo incorpora texto de la Biblioteca Nacional de Medicina de Estados Unidos, que está en el dominio público.